# Dancu (ort i Moldavien)
Dancu (ryska: Данку) är en ort i Moldavien.   Den ligger i distriktet Hînceşti, i den västra delen av landet, öster om floden Prut nära gränsen till Rumänien. Dancu ligger 24 meter över havet och antalet invånare är 10 000.
Terrängen runt Dancu är huvudsakligen platt, men norrut är den kuperad. Dancu ligger nere i en dal. Trakten runt Dancu består till största delen av jordbruksmark.